# Барон Колрейн
Барон Колрейн — спадковий дворянський титул, який створювався тричі в британській історії (двічі як Перство Ірландії — 1625 і 1762 рік, і в 1954 ріці як Перство Сполученого королівства).

## Історія

### Перше створення
Уперше титул барона Колрейна (Перство Ірландії) був створений 31 серпня 1625 року для англійського придворного Х'ю Хейра (1606—1667). У 1749 році після смерті його правнука, Генрі Хейра, 3-го барона Колрейна (1693—1749), цей титул перервався.

### Друге створення
Удруге титул барона Колрейна (Перство Ірландії) був створений 26 лютого 1762 року для Габріеля Хенгера (1697—1773), члена парламенту від Мейдстона (1753—1761) та Бріджуотера (1763—1768). Вільям Хангер, 3-й барон Колрейн (1744—1814), представляв у Палаті громад Іст Ретфорд (1775—1778), Олдборо (1778—1780) та Мітчелл (1780—1784). Його наступником став його молодший брат, Джордж Хангер, 4-й барон Колрейн (1751—1824), який був військовим, політиком та ексцентриком. У 1824 році після смерті Джорджа Хангера баронський титул знову зазнав занепаду.

### Третє створення
16 лютого 1954 року титул барона Колрейна в системі Перства Сполученого королівства був відновлений для консервативного політика Річарда Лоу (1901—1980), який отримав титул барона Колрейна з Хелтемпрайса в Іст-Райдінг графства Йоркшир. Він був молодшим сином колишнього прем'єр-міністра Великої Британії Ендрю Бонара Лоу. Річард Лоу засідав у Палаті громад від Південно-Західного Кінгстона-апон-Халла (1931—1945), Південного Кенсінгтона (1945—1950) і Хелтемпрайса (1950—1954), займав посади фінансового секретаря військового міністерства (1940—1941), парламентського замісника міністра закордонних справ (1941—1943), міністра закордонних справ (1943—1945) та міністра освіти (1945). Станом на 2021 рік носієм титулу є онук першого барона, Джеймс Пітер Бонар Лоу, 3-й барон Колрейн (нар. 1975), який змінив свого батька у 2020 році.

## Список баронів

### Барони Колрейн, перша креація (1625)
- 1625—1667: Х'ю Хейр, 1-й барон Колрейн[en] (1606 — 19 жовтня 1667), син сера Ніколаса Хейр (бл. 1484—1557);
- 1667—1708: Генрі Хейр, 2-й барон Колрейн[en] (21 квітня 1636 — 15 липня 1708), старший син попереднього;
- Високодостойний Х'ю Хейр[en] (1668—1707), старший син попереднього;
- 1708—1749: Генрі Хейр, 3-й барон Колрейн[en] (10 травня 1694 — 10 серпня 1749), старший син попереднього.

### Барони Колрейн, друга креація (1762)
- 1762—1773: Гебріел Хангер, 1-й барон Колрейн[en] (9 січня 1697 — 27 січня 1773), син сера Джорджа Хангера[1];
- 1773—1794: Джон Хангер, 2-й барон Колрейн (3 квітня 1743 — 4 грудня 1794), старший син попереднього;
- 1794—1814: Вільям Хангер, 3-й барон Колрейн[en] (6 серпня 1744 — 11 грудня 1814), молодший брат попереднього;
- 1814—1824: Джордж Хангер, 4-й барон Колрейн[en] (13 жовтня 1751 — 31 березня 1824), молодший брат попереднього.

### Барони Колрейн, третя креація (1954)
- 1954—1980: Річард Кідстон Лоу, 1-й барон Колрейн[en] (27 лютого 1901 — 15 листопада 1980), молодший (четвертий) син колишнього прем'єр-міністра Великобританії Ендрю Бонара Лоу (18758-1923)[2];
- 1980—2020: Джеймс Мартін Бонар Лоу, 2-й барон Колрейн (8 серпня 1931 — 4 жовтня 2020), старший син попереднього[3] ;
- 2020 — теперішній час: Джеймс Пітер Бонар Лоу, 3-й барон Колрейн (нар. 23 лютого 1975), єдиний син попереднього;
- Спадкоємець титулу: високодостойний Ендрю Лоу (нар. 1933), дядько попереднього.

## Портрети

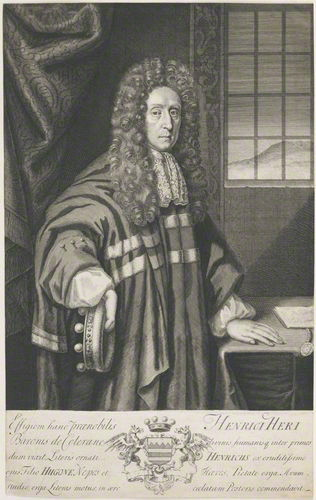
Генрі Хар, 2-й барон Колрейн (1636-1708)
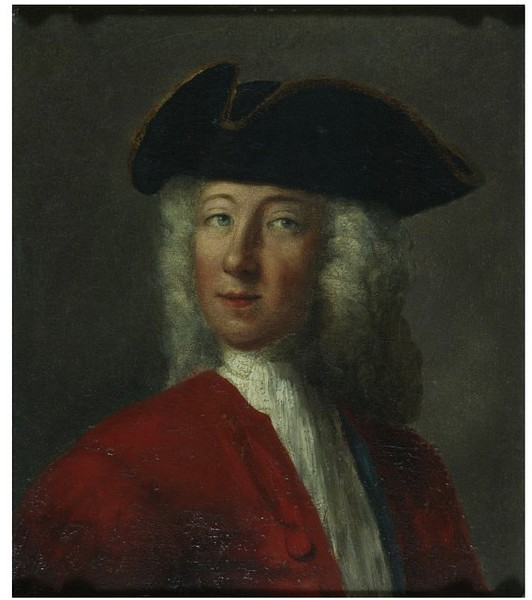
Генрі Хар, 3-й барон Колрейн (1693-1749)
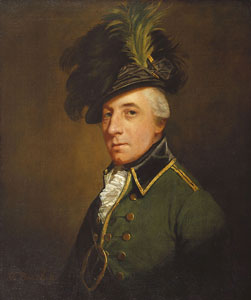
Джордж Хангер, 4-й барон Колрейн (1751-1824)
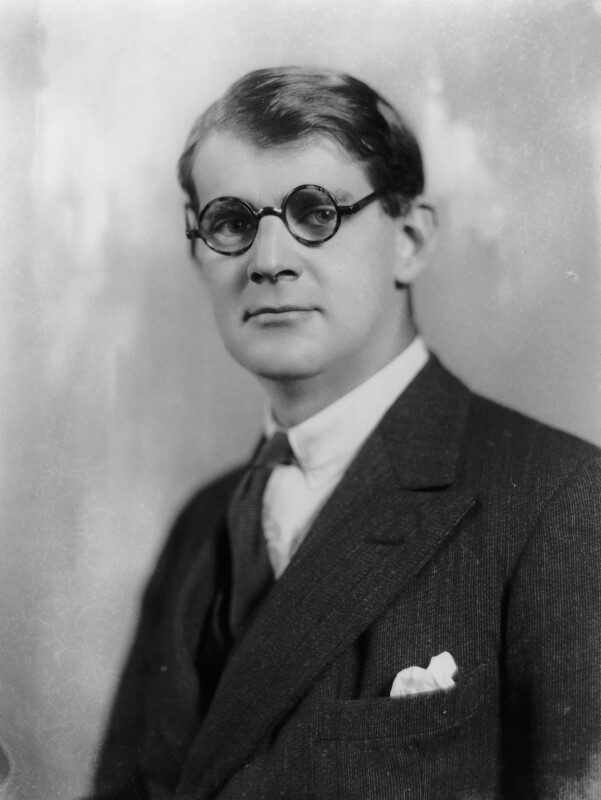
Річард Лоу, 1-й барон Колрейн (1901-1980)